# Basilika der Göttlichen Mutterschaft Unserer Lieben Frau
Die Basilika der Göttlichen Mutterschaft Unserer Lieben Frau (englisch Basilica of the Divine Motherhood of Our Lady, Hindi उल्हतु चर्च) ist eine römisch-katholische Kirche in Ulhatu in der Nähe von Ranchi im indischen Bundesstaat Jharkhand. Die Kirche des Erzbistums Ranchi ist der Gottesmutter Maria gewidmet und trägt den Titel einer Basilica minor.

## Geschichte
Nach Missionierung in den 1880er Jahren durch den Belgier Constant Lieven, auch Apostel der Chotanagpur genannt, erfolgte in Kiwali 1903 die Gründung einer Dorfschule und 1907 der Bau einer Kapelle. 1948 kam es zu einer Verlegung nach Bhuthataur, weiterhin als Teil der Pfarrei der Marienkathedrale in Ranchi.
1952 legte Pater Defrijn den Grundstein für den Bau einer Kirche in Ulhatu und eines einfachen Schulgebäudes. Die Kirche wurde offiziell im Jahr 1953 gegründet. Bald kamen Pilger nach Ulhatu.
Im Jahr 1995 konnte eine neue Pfarrkirche in Ulhatu geweiht werden. 2004 wurde die Kirche durch Papst Johannes Paul II. zur Basilica minor erhoben. Die Kirche wurde daraufhin zur angemessenen Feier der Sakramente in den Jahren 2013 und 2014 weiter ausgestattet und musste auch erweitert werden. 2016 wurde die Erhebung der Kirche dann durch Telespohre Kardinal Toppo bei dem Fest zur Kirchweihe feierlich verkündet. Bedeutendster Teil der Kirchenausstattung ist die Marienstatue Unserer Lieben Frau von Halle, die das Jesuskind füttert. Sie verweist auch auf die flämische Herkunft Lievens.
2017 wurde die erste Wallfahrt zur Basilika durchgeführt. Im Umland der Gemeinde werden mehrere Schulen und Klöster betreut.